# RU.TV
RU.TV — российский музыкальный телеканал. Является видеоверсией «Русского радио». Владелец — «Русская медиагруппа». Основан 1 октября 2006 года. Основателем стал Сергей Кожевников.

## История
Телеканал основан и начал вещание 1 октября 2006 года. Был задуман как телеканал российской музыки. В эфире транслировались популярные отечественные клипы. В течение года телеканал активно развивался. 2 октября в эфир вышла первая программа — Стол заказов. В программе транслируются клипы по заказу зрителей через SMS-чат.
В 2007 году эфирное наполнение расширилось: 2 июня состоялась премьера хит-парада «Тема». В каждом выпуске ведущие представляют зрителям пятёрку клипов по определённой теме. В дальнейшем неоднократно добавлялись новые передачи.
За всю историю существования телеканал сменил 4 логотипа. С 2011 года ежегодно проводится церемония вручения «Русской музыкальной премии телеканала RU.TV».

## Вещание
С 18 января 2017 года телеканал RU.TV перешёл на формат вещания 16:9 и запустил версию в стандарте HD.

### Эфирное
Телеканал RU.TV имеет несколько эфирных, аналоговых частот (каналов) в городах России и является одним из телеканалов, на котором сохраняется реклама после вступления в силу с 1 января 2015 года закона о её запрете на телеканалах с платным доступом.
- Дербент (35 ТВК)
- Домодедово (39 ТВК)
- Каспийск (25 ТВК)
- Кызыл (35 ТВК)
- Пермь (47 ТВК)
- Симферополь (47 ТВК)
- Махачкала (25 ТВК)

### Кабельное
- Телеканал RU.TV вещает в России в кабельных сетях ЭР-Телеком (ДОМ. РУ, Movix).
- С 1 декабря 2009 года, телеканал вещает в аналоговом пакете АКАДО в Москве на частоте 543,25 МГц
- С 28 декабря 2010 года, телеканал RU.TV вещает в аналоговом пакете НКС в Москве на частоте 639,25 МГц
- С начала 2011 года телеканал RU.TV вещает в Москве в сети «Мостелеком».
- С августа 2011 года телеканал RU.TV появился также на 106-й кнопке базового тарифа Онлайм (НКС).
- С июня 2012 года телеканал RU.TV вещает в России в кабельных сетях Домашнего телевидения МТС (KION).

Кроме того, вещание осуществляется в кабельных сетях местных провайдеров, в сетях Ростелекома, и других провайдеров.
Всего насчитывается около 1000 городов вещания в России.

### Спутниковое
Телеканал RU.TV вещает со спутников:
- открытый сигнал:
  - Ямал-201 (C-диапазон);
  - ABS 2A 75°E (Ku-диапазон)
- Кодированный сигнал:
  - Eutelsat 36A (Триколор); Express-AT1
  - Eutelsat 36A (НТВ-Плюс) до 1 января 2015; (вещание для абонентов НТВ Плюс продолжено с 1 мая 2015 года)
  - Eutelsat Hot Bird 13A 13°E (до 1 февраля 2015 года)
  - Hispasat 1E.

## Эфирное вещание

### Текущее
- Дербент — 35 ТВК
- Домодедово — 39 ТВК (совместно с ТВ Домодедово)
- Каспийск — 25 ТВК
- Красная Поляна — 32 ТВК
- Люберцы — 2 ТВК
- Новоуральск — 45 ТВК
- Пермь — 47 ТВК (совместно с Прикамский телевизионный канал 47 (ПТК — Авто ТВ)
- Черногорск — 21 ТВК

### Вещание свернуто
- Барнаул — 23 ТВК (заменено на МУЗ-ТВ)
- Кызыл — 35 ТВК
- Минусинск — 33 ТВК (заменено на СТС)
- Ростов-на-Дону — 25 ТВК (заменено на TV ARM RU)
- Симферополь — 47 ТВК

## Бывшие региональные партнёры
- Голос Байкала (Улан-Удэ)
- ТВМ (Минусинск)
- Прикамский телевизионный канал 47 (Пермь)
- Сосновоборское телевидение-СТВ (Сосновый Бор)
- RU.TV Тула (Тула)
- РУ.ТВ Владимир (Владимир)
- ТВ-Домодедово (Домодедово)
- ЛЮБЕРЦЫ.РУ (Люберцы)
- Дальнее-ТВ-1 (Поронайск, Невельск)
- ВАМ — ТВ. НОВОУРАЛЬСК (Новоуральск)
- Сихотэ-Алинь — ТВ-2 (Дальнереченск, Лучегорск, Славянка, Спасск-Дальний)
- Аккорд-ТВ-1 (Белогорск, Райчихинск, Свободный, Тында)
- ТВ СИТИ (Архангельск)
- RU.TV Кемерово (Кемерово)
- Молодёжное Телевидение Дагестана (Дагестан)
- МБУ Телевидение Кошехабль (Кошехабль)
- Славянск — 27 канал (Славянск-на-Кубани)
- Лабытнанги ТВ (Лабытнанги)

## Передачи

### Клиповые блоки
- Хит за хитом — музыкальный блок.
- Караоке — Любишь петь, но нет возможности отправиться в караоке-клуб? Наш канал решил твою проблему! Включай нашу программу и пой сколько твоей душе угодно! Устрой караоке-клуб в своей квартире!
- Музыка поколений — современные популярные песни, которые слушает наше новое поколение.
- «Давай попробуем!» — Рубрика от талантливых музыкантов RU TV.

#### Клиповые рубрики
- Новое коллекция — Премьеры свежий клипов

#### временные годы c блоков
- Новогодний супермикс (с декабря по января) — Самые яркие хиты этого года! Приятные музыкальные сюрпризы и только лучшие исполнители!

### Другое программное наполнение
- «RU Новости» — новости российского шоу-бизнеса. Ведущие: Артём Васт, Иван Чуйков.
- «RU Новости. Итоги» — дайджест новостей за неделю. Ведущие: Артём Васт, Иван Чуйков.
- «Статус: в сети» — программа по заявкам зрителей. Идёт в прямом эфире. Ведущие: Иван Чуйков (до сентября 2017; с октября 2022 г.), Алёна Водонаева (с октября 2016 г. по декабрь 2017 г.), Юлия Завьялова, Артём Иванов (с весны 2017 по 2021 г.), Артём Васт (до мая 2022 г.), Лиза Жарких (до ноября 2023 г.), Софья Курдюкова (до марта 2024 г.), Максим Кобзов (с ноября 2022 г.), Ксения Акчурина (с марта 2023 г.), Маша Валуйская (с 2024 г.).
- Дискотека дискотек — музыкальная подборка хитов прошлых лет.
- Шаблон:Live «Тема» — обсуждение в прямом эфире темы озвученной ведущим (ведущей) и беседа с приглашенным гостем в прямом эфире. (Ранее был чарт на разные темы). Выходит с 28 августа 2017 г. Ведущие: Юлия Завьялова, Лиза Жарких, Алёна Водонаева (до декабря 2017 г.), Артём Иванов, Артем Васт (в случае краткого отпуска кого-то из 3 других ведущих), Софья Курдюкова (до марта 2024), Ксения Акчурина (с марта 2023 г.), Максим Кобзов (с ноября 2022 г.), Маша Валуйская (с 2024 г.), Кирра (апрель 2023 г.).
- «Концертный зал» — телеверсии известных концертов и мероприятий.
- «Дискотека дискотек с Антоном Юрьевым» — это программа, где звучит только лучшая музыка 90х и 00х, а в гости приходят самые яркие звезды дискотек. Ведущий утреннего шоу «Русский Перцы» на Русского Радио - Антон Юрьев.
- «Сверхновая от МТС»
- «Золотой микрофон» от Русского Радио

### Архивные
- С Днем рождения — Клип в честь дня рождения певца или певцы
- «Север шоу» — развлекательное шоу Елены Север.
- «Блогер чат» — ведущие расскажут об искусстве ведения блога: как найти тему, как выделиться среди сотен авторов, как подобрать визуальный ряд и многое другое. Ведущие: Милана Хаметова, Иван Чуйков, Максим Привалов, MILANA STAR.
- Супер 20 — главный хит-парад телеканала RU.TV. Ведущая: Софья Курдюкова
- Музыкальный центр
- «Стол Заказов»
- «Выбор фан-клуба» — клипы одного артиста, за которого проголосовали зрители в Интернете.
- «100пудовый хит» — музыкальный блок.
- «Пати на кровати» — вечерний музыкальный блок.
- «Мегамикс» — ночной музыкальный блок.
- «Незабудки» — музыкальная подборка хитов прошлых лет.
- «Дискач 90-х» — музыкальная подборка хитов 1990-х годов.
- «Cупермикс новогодний / дня / недели / вечера» — музыкальный блок.
- «Энергетик» — утренний музыкальный блок.
- «Cупермикс новогодний / дня / недели / вечера» — музыкальный блок.
- «Ути-Beauty» — ведущая: Юлия Завьялова.
- «Большой стол заказов» — По пятницам ещё больше ваших приветов и поздравлений по заявкам зрителей.
- «Весенняя капель / Лето микс / Краски осени / Мандарин чарт» — музыкальный блок, выходящий в зависимости от времени года.
- «Супер 10» и «Супер 20» — главный хит-парад телеканала RU.TV. Ведущий: Дмитрий Оленин.
- «Классный чарт»
- «Top Chart 18-» — 10 песни для детей и подростков. Ведущие: Ольга Бузова и Лиза Анохина.
- «Хип-Хоп-Чарт» — 10 лучших рэперов российского шоу-бизнеса! Ведущая: Денс Десюк, Dino MC 47, Ханна и Настя Барашкова.
- «Мохнатый репортаж» — Программа «Мохнатый репортаж» рассказывает о звёздных питомцах и животных, которых каждый из нас может взять в семью. Артисты напомнят, что наши братья меньшие — самые лучшие компаньоны и настоящие друзья. Зрители программы «Мохнатый репортаж» могут принять в ней участие: для этого достаточно разместить в своём Инстаграм фото и написать свою историю с хэштегом #мохнатыйрепортаж. Ведущая: Наталья Артемьева.
- «Большой стол заказов» — по пятницам ещё больше ваших приветов и поздравлений по заявкам зрителей.
- «Двое с приветом» — утреннее шоу. Ведущие: Нелли Ермолаева и Иван Чуйков.
- «Виртуальная правда» — ведущая: Лиза Жарких
- «Пара Нормальных» — шоу о мистических явлениях в жизни звезд шоу-бизнеса. Ведущие: Алёна Водонаева и Зиррадин Рзаев.
- «Закачаешься» — 5-ка самых скачиваемых композиций.
- #RUбилка — звёзды в течение минуты отвечают на неожиданные вопросы
- «Дембельский Альбом» — программа для военнослужащих. Ведущая: Юлианна Лукашева, Злата и Алиса Селезнева
- «10 Парней» — хит-парад, участвуют певцы или мужские группы. Ведущая: Юлианна Лукашева, Злата и Алиса Селезнева
- «10 Девчонок» — хит-парад, участвуют певицы или женские группы. Ведущий: Макс Орлов, Арчи.
- «уРОКи русского» — 5-ка лучших рок-клипов. Ведущий: Слава Никитин.
- «RU Net» — программа об Интернете.
- «RU Кино». Ведущая: Арина Махова.
- «RU Топ»
- «Вечерний Флирт»
- «Древне русский хит»
- «Звёзды в шоке с Сергеем Зверевым»
- «Призвездились»
- «Три рубля» — смешные комментарии к клипам.
- «Чемодан. Вокзал. Столица» — сериалити с Олей Поляковой в главной роли.
- «SpilbergVLOG» — подборка лучших видеороликов Рунета с российской видеоблоггершей Сашей Спилберг (настоящая фамилия Балковская).
- «RU Новости. „Месячные“» — дайджест новостей за месяц. Ведущий: Игорь Лантратов и Слава Никитин.
- «Пик популярности» — цикл документальных передач об обратной стороне славы. Ведущая: Лена Боска.
- «Трындfashion» — ведущая: Аделина Шарипова
- «До Звезды» — ведущие: Тамара Саксина и Артем Сорокин.
- «Топлист» — хит-парад любимых звёзд по рейтингам. Ведущие: Сергей Зверев и Нелли Ермолаева.
- «Утро и Ужин со звездой»
  - Утро со звездой — Провести утро со звездой легко! Смотри телеканал RU.TV и узнай все о том, как, где, во сколько и с кем знаменитости начинают свой день! Секреты пробуждения, утренние ритуалы, полезные завтраки и звездные лайфхаки! Утро может быть бодрым!
  - Ужин со звездой — Об этом можно было только мечтать, а теперь это стало возможным! Zivert, Дима Билан, LOBODA, Artik & Asti, Макс Барских, Ани Лорак, МОТ и многие другие суперзвёзды российского шоу-бизнеса проведут вечер в твоей компании.
- Дискотека дискотек — музыкальная подборка хитов прошлых лет.
- «МамаSuperStar» — Супермамочки знают все! От правильного воспитания ребёнка до ощущения себя лучшей мамой! А Звездные супер мамочки ещё и делятся своими секретами в эфире телеканала RU.TV!
- «Скажи правду» — Каждый день про артистов ходят сплетни и слухи. Теперь звезды готовы их опровергнуть или подтвердить в программе «Скажи правду». Artik подставил Anna Asti, певице Zivert на хватает времени на личную жизнь, а Люся Чеботина скоро выйдет замуж? Ответы на эти и другие вопросы ищите в программе «Скажи правду» на телеканале RU.TV!
- Лето микс (лето 2023)
- Call-TV — викторины:
  - «Золотая лихорадка»
  - «Культ наличности»
  - «Меломания»
  - «Рули на рубли»
  - «Блины на лопате»

## Финансовые показатели
За 2014 год выручка RU.TV составила около 380 млн руб., чистая прибыль — около 100 млн руб.

## Премия RU.TV

### 2011
Дата проведения: 1 октября 2011 года, «Октябрьский».
Ведущими премии были Николай Басков и Виктория Боня.
Лауреатами I ежегодной национальной телевизионной премии в области популярной музыки «RU.TV 2011» стали:
- Реальный приход: Митя Фомин
- Креатив года: Quest Pistols
- Лучший дуэт: Валерий Меладзе и Григорий Лепс — «Обернитесь»
- Лучшая группа: Градусы
- Лучшая рингтон: «Одиночество» — Слава
- Лучший хип-хоп хит: «Я буду ждать» — Тимати
- Фантастиш: «Верёвки» — NikitA
- Лучший саундтрек: «Струны» — Филипп Киркоров (OST «Любовь в большом городе 2»)
- Лучшая песня: Прованс — Ёлка
- Лучший видеоклип: «Я просто люблю тебя» — Дима Билан
- Лучший певец: Филипп Киркоров
- Лучшая певица: Вера Брежнева

### 2012
Дата проведения: 29 сентября 2012 года, Crocus City Hall.
Ведущими премии были Николай Басков и Глюк’oZa.
Лауреатами II ежегодной национальной телевизионной премии в области популярной музыки «RU.TV 2012» стали:
- Лучший старт: Иван Дорн
- Лучший дуэт: Чи-Ли и Гоша Куценко — «Я хочу побить посуду»
- Лучшая группа: Потап и Настя Каменских
- Лучшая рингтон: «Спектакль окончен» — Полина Гагарина
- Лучший хип-хоп хит: «Сочиняй мечты» — Каста
- Лучший видеоклип: «Деревья» — Винтаж
- Самое сексуальное видео: «Любить за двоих» — OKSI
- Лучший танцевальный трек: «Мама Люба» — Serebro
- Лучшая песня: «Около тебя» — Ёлка
- Лучший певец: Дима Билан
- Лучшая певица: Нюша
- Креатив года: Пающие трусы
- Лучший концертный тур: Анита Цой

### 2013
Дата проведения: 25 мая 2013 года, Crocus City Hall.
Ведущими премии были Потап и Ксения Собчак.
Лауреатами III ежегодной национальной телевизионной премии в области популярной музыки «RU.TV 2013» стали:
- Лучший певец: Валерий Меладзе
- Лучшая певица: Полина Гагарина
- Лучшая группа: Винтаж
- Лучшая поп-рок группа: Вельвеt
- Лучший дуэт: «Лондон» — Тимати и Григорий Лепс
- Лучшая песня: «Водопадом» — Григорий Лепс
- Лучший видеоклип: «Нет» — Полина Гагарина
- Лучший саундтрек: «Хочу» (OST фильм «Любовь с акцентом») — Ёлка
- Реальный приход (Лучший старт года): «Fire» — A-Dessa
- Выбор пола (Лучший танцевальный трек): «Ноги, ноги» — Дискотека Авария
- Не порно, но задорно (Самое сексуальное видео): «Бум бум бум» — BiffGuyz
- Движуха года (Лучшая хореография): «Зажигай сердце» — Ани Лорак
- Концертный тур: Филипп Киркоров — «ДруGOY»

### 2014
Дата проведения: 31 мая 2014 года, Crocus City Hall.
Ведущими премии стали Слава Никитин и Виктория Боня, Тимур Родригез и Наталья Медведева.
- «Реальный приход»: «ВИА Гра» — «Перемирие»
- «Креатив года»: Ксения Собчак (Оксана Север) — «Родному»
- «Лучший дуэт»: Григорий Лепс и Ани Лорак — «Зеркала»
- «Лучшая группа»: A’Studio
- «Лучшая песня»: Дима Билан — «Малыш»
- «Самое сексуальное видео»: Анна Седокова — «Между нами кайф»
- «Лучший саундтрек».
  - Слова и музыка: Паулина Андреева — «Оттепель» (OST «Оттепель»), музыка и слова Константин Меладзе
  - Исполнение: Филипп Киркоров — «Радость моя» (OST «Любовь в большом городе 3»), музыка Игорь Крутой, слова Игорь Николаев
- «Лучший видеоклип»: Николай Басков и Натали — «Николай», режиссёр Сергей Ткаченко
- «Лучший певец»: Григорий Лепс
- «Лучшая певица»: Нюша
- «Артист года»: Стас Михайлов
- «Лучшая рок-группа»: «Би-2»
- «Лучший танцевальный клип»: «Винтаж» — «Знак Водолея»
- «Лучшее концертное шоу»: Ани Лорак — «Каролина»
- «Возвращение года»: «Непара» — «1000 снов»
- «Лучший R’n’B проект»: L’ONE, Сергей Мазаев, Тимати — «GQ»

### 2015
Дата проведения: 23 мая 2015 года, Crocus City Hall.
Ведущие: Николай Басков и Оля Полякова.
- «Реальный приход»: «MBAND» — «Она вернётся»
- «Креатив года»: Бьянка — «Звук Г*»
- «Лучший дуэт»: EMIN и LOBODA — «Смотришь в небо»
- «Лучшая группа»:Serebro
- «Лучшая песня»: Егор Крид — «Самая Самая»
- «Самое сексуальное видео»: Слава — «Спелый мой»
- «Лучший саундтрек»: Ёлка — «Все зависит от нас»
- «Лучший видеоклип»: Николай Басков и Софи — «Ты мое счастье»
- «Лучший певец»: Сергей Лазарев
- «Лучшая певица»: Ани Лорак
- «Артист года»: Валерий Меладзе
- «Лучший рок-проект»: Наргиз
- «Дольче Вита»: Александр Коган — «Я жду звонка»
- «Лучший танцевальный клип»: «Quest Pistols Show» — «Санта Лючия»
- «Лучшее концертное шоу»: Евгений Плющенко — «Снежный Король»
- «Фан или Профан»: Нюша
- «Лучший R’n’B проект»: L’ONE

### 2016
Дата проведения: 28 мая 2016 года, Crocus City Hall.
Ведущие: Вера Брежнева и Филипп Киркоров, Елена Север и Андрей Малахов.
- «Лучший старт»: Юлианна Караулова — «Ты не такой»
- «Лучший дуэт»: Мот feat. Бьянка — «Абсолютно все»
- «Лучшая группа»: IOWA
- «Лучшая песня»: Alekseev — «Пьяное солнце»
- «Лучший саундтрек»: Офицеры группы «Альфа», «Любэ» и Алексей Филатов — «А зори здесь тихие-тихие» (OST «А зори здесь тихие…»)
- «Лучший видеоклип»: Алексей Воробьев — «Сумасшедшая»
- «Лучший певец»: Сергей Лазарев
- «Лучшая певица»: Ёлка
- «Лучший танцевальный клип»: Нюша — «Где ты, там я»
- «Лучший HIP-HOP проект»: Баста
- «Лучшая актёрская роль в клипе»: Настя Задорожная — «Условный рефлекс»
- «Видео на выезде»: Мот — «День и ночь»
- «Самое сексуальное видео»: Анна Седокова — «Пока, милый!»
- «ФАН или ПРОФАН»: Нюша
- «Креатив года»: Ленинград — «Экспонат»
- «Самый странный прикид года» — Сергей Зверев
- «Мама года» — Кети Топурия
- «Свадьба года» — Виктория Дайнеко и Дмитрий Клейман
- «Кто за ГТО» — Стас Костюшкин
- «Буду не буду» — Александр Ревва — «Я буду помнить»

### 2017
Дата проведения: 27 мая 2017 года, Crocus City Hall.
Ведущие: Филипп Киркоров, Loboda, Александр Ревва и Елена Север.
- «Лучший старт»: — Грибы — «Тает Лед»
- «Лучший креатив»: — Loboda — «Твой Глаза»
- «Лучший дуэт»: — Мот Feat. Ани Лорак — «Сопрано»
- «Лучшая группа»: — Руки Вверх
- «Лучшая песня»: — Время и Стекло — «Навернопотомучто»
- «Кино и Музыка»: — Филипп Киркоров — «О любви» (OST «Экипаж»)
- «Лучший видеоклип»: — Валерий Меладзе — «Прощаться нужно легко»
- «Лучший певец»: — Стас Михайлов
- «Лучшая певица»: — Loboda
- «Лучший Хип Хоп проект»: — L’ONE
- «Звезда танцпола»: — Артур Пирожков — «#какчелентано»
- «Лучшее концертное шоу»: — Филипп Киркоров — «Я»
- «Видео на выезде (Лучший клип снятый за рубежом)»: — Зара — «Миллиметры» (Объединённые Арабские Эмираты, Украина)
- «Едем в Крым! (Лучший клип снятый в Крыму)»: — Хор Турецкого — «С тобой и навсегда»
- «Фан или Профан»: — Нюша
- «Артист Года»: — Филипп Киркоров
- «Спецприз за проект #Жить»: — Игорь Матвиенко

### 2018
Дата проведения: 26 мая 2018 года, Crocus City Hall.
Ведущие: Анна Седокова, Александр Ревва, Юлианна Караулова и Алексей Воробьёв.
- «Фан или Профан»: — Егор Крид
- «Лучший старт»: — Элджей & Feduk — «Розовое вино»
- «Лучший дуэт»: — Максим Фадеев & Григорий Лепс — «Орлы или вороны»
- «Лучшая группа»: — Руки Вверх
- «Лучшая песня»: — Burito — «По волнам»
- «Летящей походкой»: — Полина Гагарина
- «Самое сексуальное видео»: — SEREBRO — «В космосе»
- «Кино и Музыка»: — Би-2 — «Ля-ля тополя» (OST «О чем говорят мужчины. Продолжение»)
- «Лучший видеоклип»: — Макс Барских — «Моя любовь»
- «Лучший певец»: — Сергей Лазарев
- «Лучшая певица»: — Полина Гагарина
- «Звезда танцпола» — IOWA — «Плохо танцевать»
- «Лучшее концертное шоу»: — Ани Лорак — «DIVA»
- «Видео на выезде»: — Зара — «Мир вашему дому»
- «Лучший рок-проект»: — Диана Арбенина и Ночные Снайперы
- «Ольга Бузова года»: — Ольга Бузова — «Мало половин»
- «Артист года»: — A’Studio

### 2019
Дата проведения: 25 мая 2019 года, Crocus City Hall.
Ведущие: Артём Иванов, Полина Гагарина, Артём Васт и Лиза Жарких.
- «Мощный старт»: — Zivert
- «Звезда Танцпола»: — Артур Пирожков — «Зацепила»
- «Лучший дуэт»: — Мот feat. Валерий Меладзе — «Сколько Лет»
- «Мегамикс»: — Filatov & Karas vs. Виктор Цой — «Остаться с тобой»
- «Лучший кавер»: — A’Studio feat. The Jigits — «Прощай» (Л. Агутин)
- «Фан или Профан»: — Ольга Бузова
- «Лучшее концертное шоу»: — Полина Гагарина — «Обезоружена (Мегаспорт)»
- «Лучший рок-проект»: — Диана Арбенина и Ночные Снайперы
- «Кино и музыка»: — LOBODA — Лети (OST «Гоголь. Вий»)
- «Артист года»: — Леонид Агутин и Владимир Пресняков
- «Выбор Cosmopolitan»: — Zivert
- «Интернет-певица»: — Рита Дакота
- «Лучшая группа»: — Artik & Asti
- «Лучший Хип Хоп проект»: — Джиган
- «Лучший клип на песню поэта Михаила Гуцериева»: — Земляне — «Одиночество»
- «Лучший видеоклип»: — Сергей Лазарев — «Сдавайся»
- «Лучшая песня»: — Филипп Киркоров — «Цвет настроения синий»
- «Лучший певец»: — Макс Барских
- «Лучшая певица»: — LOBODA

### 2021
Дата проведения: 22 мая 2021 года, Crocus City Hall.
Ведущие: Катя Адушкина, Лиза Жарких, Артём Васт, Милана Тюльпанова, Юлия Завьялова, Иван Чуйков, Артём Иванов, Наталия Артемьева, Антон Пяскорский и DJ Катя Гусева
- «Лучший дуэт»: — Миша Марвин & Ханна — «Французский поцелуй»
- «Лучшая группа»: — Artik & Asti
- «Музыкальный блогер»: — DAVA
- «Лучший хип-хоп проект»: — Мот
- «Лучший певец»: — Дима Билан
- «Лучший кавер»: — T-killah feat. Maria Kakdela — «Люби меня люби»
- «Лучший видеоклип»: — Макс Барских — «Лей, не жалей»
- «Лучший старт»: — NILETTO — «Любимка»
- «Лучшая певица»: — Zivert
- «Лучшая песня»: — Artik & Asti — «Девочка, танцуй»
- «Звезда танцпола (DFM)»: — Filatov & Karas — «Чилить»
- «Анимационный видеоклип»: — Николай Басков — «Зараза»

### 2022
Дата проведения: 28 мая 2022 года, Crocus City Hall.
Ведущие: Елена Север, Гоша Куценко, ЮрКисс и Ханна
- «Лучший старт»: — Люся Чеботина
- «Лучший дуэт»: — Звонкий & Мари Краймбрери — «Как дела, малыш?»
- «Лучшая песня»: — Мот — «Август — это ты»
- «Связь поколений»: — Кристина Орбакайте — «Сон во сне»
- «Кино и музыка»: — Елена Север и Григорий Лепс — «Ещё вчера» (OST «Сирийская соната»)
- «Лучший видеоклип»: — Zivert — «Три дня любви»
- «Лучший певец»: — Владимир Пресняков
- «Лучшая певица»: — Ирина Дубцова
- «Новые звёзды Русского радио»: — Марина Бриз
- «Лучший кавер»: — Escape & Konfuz — «Не смотри» (Юлия Савичева)
- «Музыкальный блогер»: — Хабиб
- «Коллаборация года»: — Loc-Dog & Лев Лещенко — «Мы будем жить»
- «Звёзды танцпола»: — Niletto
- «Лучший диджей»: — DJ Katya Guseva
- «Фан или профан»: — Кирилл Туриченко
- «Дуэты Билана»: — Дима Билан & Мари Краймбрери — «Ты не моя пара»
- "Специальный приз от радио «Хит FM»: — Zivert
- "Специальный приз «Голос России»: — Полина Гагарина
- "Специальный приз «Воссоединение года»: — Группа «Земляне»
- "Специальный приз «Артист года»: — Дима Билан

### 2023
Дата проведения: 23 мая 2023 года, Crocus City Hall.
Ведущие: Елена Север, Валдис Пельш, Татьяна Геворкян, Оскар Кучера, Ида Галич, Александр Рогов, Милана Хаметова и Дава
- «Артист года»: — Дима Билан
- «Лучшая певица»: — Anna Asti
- «Лучший певец»: — Jony
- «Лучшая группа»: — Artik & Asti
- «Лучший дуэт»: — DJ Smash & Artik & Asti — «CO2»
- «Лучшая песня»: — Anna Asti — «По барам»
- «Прорыв года»: — Anna Asti
- «Лучший альбом»: — Мари Краймбрери — «Нас узнает весь мир (Part 2)»
- «Лучший рок-проект»: — Земляне
- «Лучшее сольное концертное шоу»: — Сергей Лазарев
- «Лучший концертный тур»: — Anna Asti
- «Лучший хип-хоп проект»: — HammAli & Navai
- «Звезда танцпола (лучший танцевальный проект)»: — Filatov & Karas
- «Лучший клип»: — Мот — «Любовь как спецэффект»
- «Кино и музыка (лучший саундтрек)»: — Полина Гагарина — «Бабочки»
- «Лучший диджей»: — DJ Smash
- «Звезда нового поколения»: — Клава Кока
- "Выбор «Voice»: — Сергей Лазарев
- «Пара года»: — Мот и Мария Мельникова
- «Взлёт года»: — Тося Чайкина
- «Мама года»: — Ханна
- «Специальная награда Алисы»: — Полина Гагарина
- «Музыкальный блогер»: — Хабиб
- «Лучший кавер»: — Konfuz — «Выше»
- «Воссоединение года»: — Чай вдвоём
- «Позитив по жизни»: — Митя Фомин
- «Коллаборация года»: — Uma2rman и Сергей Корсаков
- «Лучшая спортплощадка для концертных выступлений»: — ВТБ Арена
- «Фан или Профан»: — Милана Хаметова
- «За вклад в развитие музыкального бизнеса»: — Дмитрий Маликов
- «Лучший старт»: — Нина Фокина
- «Звезда Русского Радио»: — Люся Чеботина

### 2024
Изначально она должна была состояться также в Сrocus City Hall, но из-за трагических событий на месте её проведения премия была перенесена во Дворец гимнастики Ирины Винер-Усмановой в Олимпийском комплексе «Лужники».
Дата проведения: 22 мая 2024 года, Дворец гимнастики Ирины Винер-Усмановой.
- «Лучшая певица»: — Мари Краймбрери
- «Лучший певец»: — Мот
- «Лучший старт RU.TV»: — Amirchik
- «Лучшая группа»: — Artik & Asti
- «Лучшая песня»: — Сергей Лазарев — Алый закат
- «Музыка в сети»: — Винтаж, Травма, Skidri & Dvrklxght — Плохая девочка
- «Лучшая коллаборация»: — Niletto, Олег Майами и Лёша Свик — Не вспоминай
- «Лучший кавер/ремейк»: — Сергей Лазарев и Mia Boyka — Я это ты (Мурат Насыров)
- «Лучшее сольное концертное шоу»: — Мари Краймбрери — Имя собственное
- «Лучший видеоклип»: — Дима Билан — Острой бритвой
- «Звёздная семья года»: — Владимир Пресняков и Наталья Подольская

### Лидеры по числу побед
Больше всего премий RU.TV за 10 лет вручения получили:
- Филипп Киркоров — 9, из них 3 как «Лучший саундтрек».
- Григорий Лепс — 7, из них 3 как «Лучший дуэт».
- Нюша — 6, из них 3 как «Фан или Профан».
- Ани Лорак — 6, из них 2 как «Лучшее концертное шоу» и «Лучший дуэт».
- Полина Гагарина — 6, из них 2 как «Лучшая певица».
- Ёлка — 5, из них 2 как «Лучший саундтрек» и «Лучшая песня».
- Валерий Меладзе — 5, из них 2 как «Лучший дуэт».
- LOBODA — 5, из них 2 как «Лучшая певица».

## Итоги десятилетия
В декабре 2009 года телеканал RU.TV и программа «Топ-лист» подвели итоги первого десятилетия XXI века в мире отечественного шоу-бизнеса. В течение 3 недель зрители голосовали на сайте канала за номинантов в 10 категориях — кино, певец, певица, телеведущий, группа, открытие, песня, клип, продюсер и стилист уходящего десятилетия. Результаты голосования представлены ниже. https://web.archive.org/web/20111115052200/http://ru.tv/contest/itogi_rutv/ 
| Номинация               | Победитель                           |
| ----------------------- | ------------------------------------ |
| Кино десятилетия        | Ночной Дозор и Дневной Дозор         |
| Певец десятилетия       | Дима Билан                           |
| Певица десятилетия      | МакSим                               |
| Телеведущий десятилетия | Иван Ургант                          |
| Группа десятилетия      | Звери                                |
| Открытие десятилетия    | БиС                                  |
| Песня десятилетия       | Quest Pistols — Я устал              |
| Клип десятилетия        | ВИА Гра — Не оставляй меня, любимый! |
| Продюсер десятилетия    | Константин Меладзе                   |
| Стилист десятилетия     | Сергей Зверев                        |

## RU.TV Беларусь
RU.TV Беларусь — белорусский музыкальный телеканал, аналог российского телеканала RU.TV